# Thomas Bellut
Thomas Bellut (8 de marzo de 1955, Osnabrück) es un publicista y periodista alemán. Desde marzo de 2012, es director de la estación de televisión pública ZDF.

## Biografía
Después de graduarse en 1974 en la escuela media en Vechta Antonianum, Bellut estudió desde 1975 hasta 1982 ciencia política, historia y periodismo en la Universidad de Münster (Westfälische Wilhelms-Universität Münster). Completó sus estudios con un doctorado. Antes de ir a laborar en ZDF, trabajó desde 1983 hasta 1984 en el diario Westfälische Nachrichten, en Münster.
En ZDF en primer lugar, fue editor del Länderspiegel ("Espejo del país"), corresponsal en Berlín y posteriormente se convirtió en asistente del director del programa, con la responsabilidad de los programas como la revista "Familia" y "Pasión por los viajes". Él era entonces director editorial del Blickpunkt ("Enfoque") para programas especiales y la revista. Desde 1997 dirigió la principal editorial de política interna y moderó emisiones especiales electorales de ZDF, el "Barómetro político" y el especial de ZDF "¿Y ahora qué?".
De 2002 a 2012 Bellut fue el director de programación de la ZDF. Además de las numerosas reformas, introdujo el heute-show (Show de hoy) y lo convirtió en el género de televisión infotainment (información y entretenimiento), muy popular actualmente.
El 17 de junio de 2011 fue elegido para suceder al director de ZDF Markus Schaechter. Bellut asumió el cargo el 15 de marzo de 2012.
En la víspera de la emisión el 25 de marzo de 2012 notificó a Peter Sloterdijk y Rüdiger Safranski sobre el final de su papel en la serie El Cuarteto Filosófico. Su sucesor como director del programa es Norbert Himmler.
Bellut anunció cambios drásticos y los consiguientes ahorros en la programación de ZDF. Bajo su liderazgo, se vendieron años de programas de éxito como  Forsthaus Falkenau y Der Landarzt abgesetzt. ("El médico rural"). Bellut logró contratar a Markus Lanz como nuevo presentador del programa de la noche de sábado Wetten, dass..? ("¿apostamos que..?").
Bellut está casado con la expresentadora de la revista diaria de ZDF "Show de hoy", Hülya Özkan y tiene dos hijos con ella.